# Agnoshydrus
Agnoshydrus – rodzaj wodnych chrząszczy z rodziny pływakowatych, podrodziny Hydroporinae i plemienia Hyphydrini.

## Taksonomia
Rodzaj opisany został w 1997 roku przez Olofa Biströma, Andresa N. Nilssona i Günthera Wewalkę. Gatunkiem typowym jest Hydrovatus laccophiloides Régimbart, 1888.

## Występowanie
Przedstawiciele tego rodzaju zamieszkują Azję, głównie Południowo-Wschodnią. Występują w Mjanmie, Laosie, Wietnamie, Malezji, Indonezji i na Tajwanie.

## Systematyka
Opisano dotąd 8 gatunków z tego rodzaju:
- Agnoshydrus barong (Hendrich, Balke et Wewalka, 1995)
- Agnoshydrus ciampori Wewalka et Wang, 2007
- Agnoshydrus confusus Wewalka et Biström, 1997
- Agnoshydrus densus Biström, Nilsson et Wewalka, 1997
- Agnoshydrus laccophiloides (Régimbart, 1888)
- Agnoshydrus schillhammeri Wewalka, 1999
- Agnoshydrus paulbrowni Wewalka et Wang, 2007
- Agnoshydrus taiwanus Wewalka et Wang, 2007